# 6-Zentimeter-Band

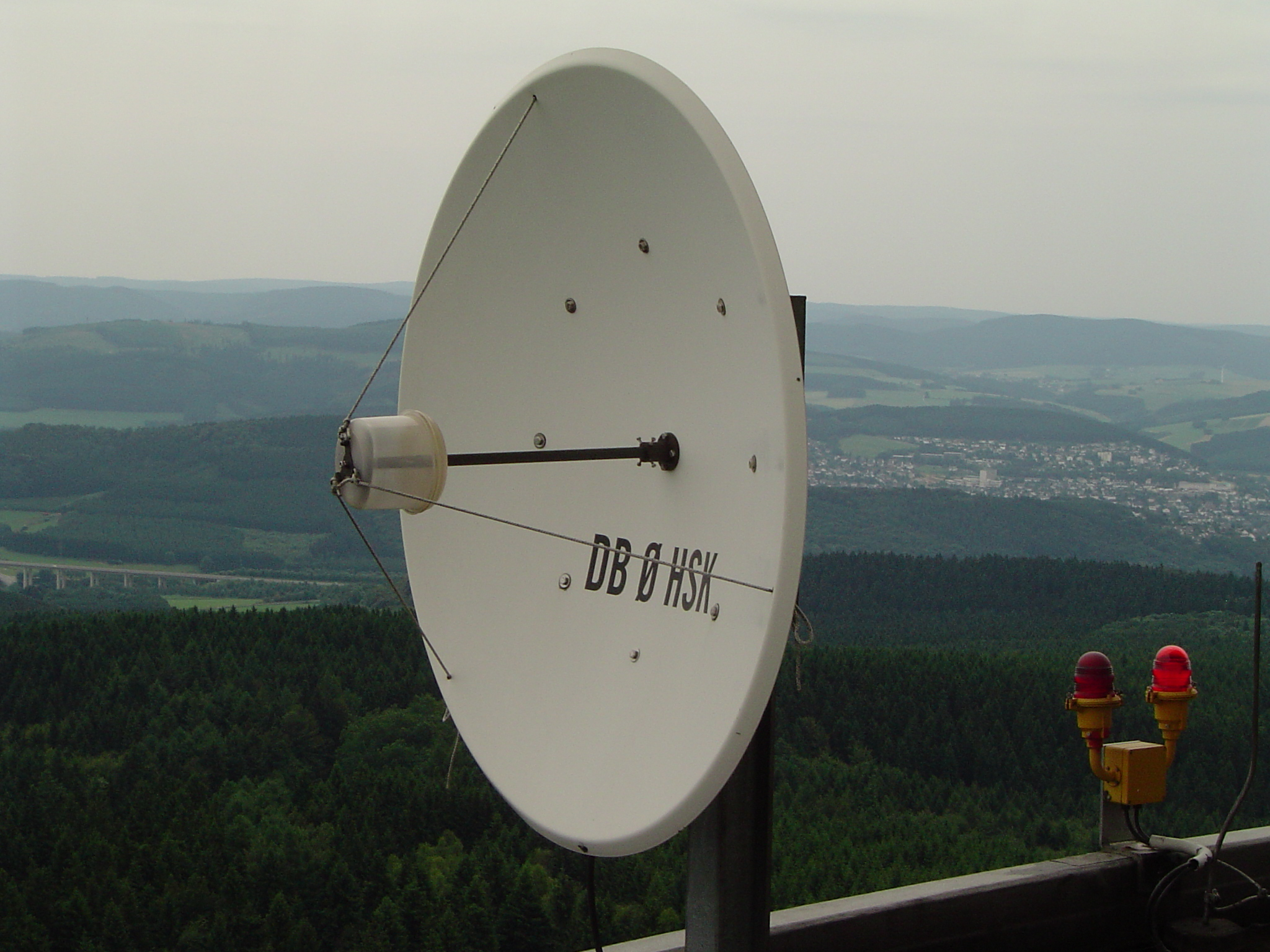
Deutsches Amateurfunkrelais im 6-cm-Band (2003)

Als 6-Zentimeter-Band bezeichnet man den Frequenzbereich von 5,650 GHz bis 5,850 GHz. Er liegt im Mikrowellenspektrum. Der Name leitet sich von der Wellenlänge dieses Frequenzbereiches ab.

## 6-Zentimeter-Amateurband
Im HAMNET findet das 6-Zentimeter-Band für die Linkstrecken im Backbone und für Nutzerzugänge Verwendung.

### Bandplan
Der Amateurfunk-Bandplan sieht wie folgt aus:
| Frequenzbereich | Nutzung                                  |
| --------------- | ---------------------------------------- |
| 5650–5668 MHz   | Amateurfunksatelliten Up-Link            |
| 5668–5670 MHz   | Schmalband, Aktivitätszentrum 5668,2 MHz |
| 5670–5700 MHz   | digitale Kommunikation                   |
| 5700–5720 MHz   | ATV                                      |
| 5720–5760 MHz   | alle Betriebsarten                       |
| 5760–5762 MHz   | Schmalband, Aktivitätszentrum 5760,2 MHz |
| 5762–5790 MHz   | alle Betriebsarten                       |
| 5790–5850 MHz   | Amateurfunksatelliten Down-Link          |